# Menaém
Menaém ou Manaém (em hebraico: מְנַחֵם; romaniz.:  Mənaḥēm; lit. "consolador"; em acádio: 𒈪𒉌𒄭𒅎𒈨; romaniz.: Meniḫîmme) foi o décimo sexto rei de Israel; era filho de Gadi e subiu ao trono após assassinar o rei Salum.

## Reinado
Em seu reinado, Menaém suprimiu brutalmente uma revolta na cidade de Tifsa, matando todos os homens e esventrando todas as mulheres grávidas. O rei assírio Tiglate-Pileser III invadiu o seu reino e impôs a Menaém um alto tributo, um tributo de mil talentos de prata. Além da Bíblia, este episódio encontra-se também descrito numa inscrição Assíria.
Menaém morreu de causas naturais após ter reinado cerca de 10 anos, deixando o trono ao seu filho Pecaías (Faceias).